# Kullen en Dyrtorp
Kullen en Dyrtorp (Zweeds: Kullen och Dyrtorp) is een småort in de gemeente Stenungsund in het landschap Bohuslän en de provincie Västra Götalands län in Zweden. Het småort heeft 150 inwoners (2005) en een oppervlakte van 14 hectare. Eigenlijk bestaat het småort uit twee plaatsen: Kullen en Dyrtorp.